# Glaciar Zonda
El glaciar Zonda (69°33′S 68°30′O / -69.550, -68.500) es un glaciar que mide unos 13 km de largo en la Antártida.
El glaciar fluye en dirección oesudoeste entre Fohn Bastion y Zonda Towers hacia el Canal Jorge VI. El glaciar fue incluido en relevamientos realizados por el Falkland Islands Dependencies Survey (FIDS), 1948, y el British Antarctic Survey (BAS), 1971-72, y fue fotografiado desde el aire por la U.S. Navy, 1966. El nombre fue asignado por el Comité de Topónimos Antárticos del Reino Unido (UK-APC) en 1977 y continúa el tema de los nombres de los vientos en la zona, ya que el "viento zonda" es el nombre que se le da en la Argentina para el viento seco cálido que desciende por las laderas del este de los Andes.